# Bosmie-l’Aiguille
Bosmie-l’Aiguille település Franciaországban, Haute-Vienne megyében. Lakosainak száma 2620 fő (2022. január 1.). Bosmie-l’Aiguille Isle, Beynac, Burgnac, Condat-sur-Vienne és Jourgnac községekkel határos.

## Népesség
A település népességének változása:
| Lakosok száma | 2469 | 2537 | 2613 | 2579 | 2597 | 2616 | 2612 | 2617 | 2620 |
|               | 2013 | 2015 | 2016 | 2017 | 2018 | 2019 | 2020 | 2021 | 2022 |